# 유조선
유조선(油槽船, 문화어: 기름배, 영어: oil tanker, petroleum tanker)은 선체에 설비한 탱크 안에 석유(주로 원유를 운반)를 넣어서 운반하는 선박으로, 일반적으로 오일탱커(영어: oil tanker, tanker, tank ship, tankship)라고 불리며, 컨테이너선하고 구조만 다르다.
2차 세계대전 후 석유의 산출과 수요가 급격히 증가하고 이에 따라 원유(原油)를 산지로부터 소비지에 운반하는 유조선도 많이 건조되었다. 더욱이 운항 경제에 유리하다는 점에서 차츰 대형·고속화되었다.
큰 것들은 무게가 650,000톤에 이른다. 1878년부터 원유를 채굴한 곳에서 배로 날라서 정유를 거쳐 다양한 석유나 석유화학 제품들을 소비자에게 팔았다. 이는 대략 해군에 소속된 배와 상업적인 배로 구별된다.
탱커 (tanker)란, 액체를 수송하는 수송기계(선박등). 선체내에 대형의 탱크(액조)를 설치하고 있는 것부터 탱커로 불린다.
일반적으로 석유 탱커를 「탱커」라고 부르기 때문에, 액화천연가스(LNG)를 수송하는 배는 LNG 탱커, 화학물질을 수송하는 배는 케미컬 탱커라고 부른다.

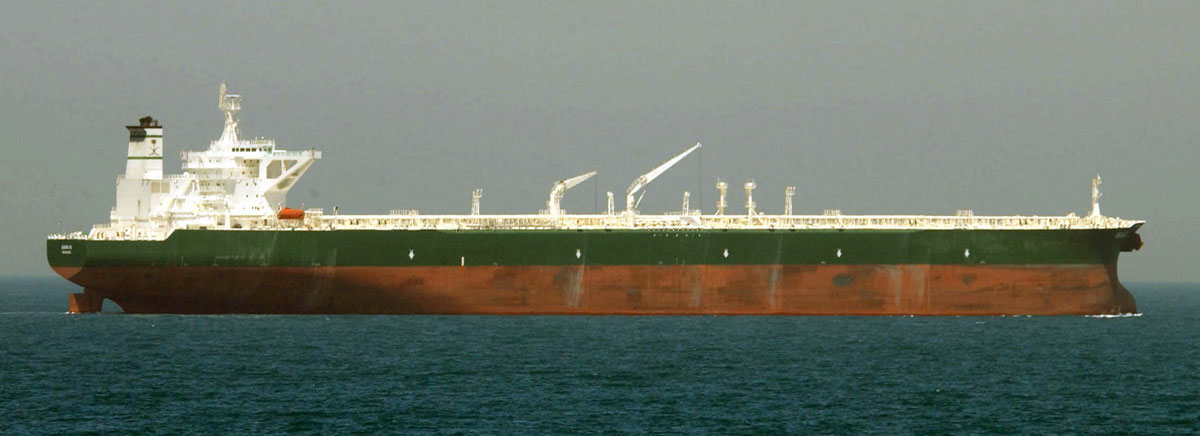
석유 탱커
공하이기 때문에 키와 발바스·바우가 수면상에 나오는 만큼 떠 있다.

## 역사
1956년, 이집트 정부에 의한 수에즈 운하 봉쇄에 의해서 중동으로부터 유럽에의 원유의 해상운송에는 아프리카 남단, 희망봉을 돌지 않으면 안 되게 되어, 지금까지의 수에즈 웅가토리항의 상한인 재화 중량 43,000톤형의 규제에 묶이지 않고, 수송 코스트의 상승을 보충하기 위해서 탱커의 대형화 경쟁이 시작되었다. 1955년 이전에는 커도 6만 중량톤 이하인 탱커도, 1956년 「유니바스·리더」(85,500 중량톤), 1959년 「유니바스·아폴로」(104,520 중량톤), 1962년 「일 장환」(132,334 중량톤), 1966년 1월 「도쿄환」(151,265 중량톤), 1966년 12월 「이데미츠환」(209,302 중량톤)과 대형화.1967년의 제２차 수에즈 운하 폐쇄로 더욱 선 형의 거대화를 불러, 1968년 「유니바스·아일랜드」(331,826 중량톤), 1971년 「일본석유환」(372,698 중량톤), 1973년 「그로브틱·토쿄」(483,664 중량톤), 1975년 「닛세이환」(484,377 중량톤)이라고 하는 ULCC가 건조.1973년의 오일 쇼크로 석유의 소비가 일단락하는 1976년에는 50만 중량톤초의 ULCC 「바티라스」(553,662 중량톤)이 나타났다.(최대는 1979년 건조의 「시와이즈·자이언트(현노크·네비스)」(564,763 중량톤))
오일 쇼크 이후의 연료 가격의 상승에 대응하기 위해서, 탱커도 지금까지의 증기 터빈 엔진으로부터 연비의 좋은 디젤 엔진으로 변경되는 등, 다양한 방법으로의 연비의 향상책이 채택해졌다. 1973년 이전에 건조된 VLCC가 함령을 채워 대체선의 건조가 시작된 1985년 이후에는 동등의 재화 중량이면서, 조금 항해 속력이 저하하면서도 반으로부터1/3정도의 연료로 운항 할 수 있는 것처럼 되어 있었다. 1972년 준공의 「재팬·아이리스」(IHI제)은 252,059톤의 기름을 4만 마력의 증기 터빈 1기(감속 후 84.7 rpm)에 의해 16.5 노트의 속도로 운항해, 174 t/일의 연비였지만, 1985년 준공의 「이데미츠환 2세」(IHI제)은 258,090톤의 기름을 23,500 마력의 롱 스트로크 저속 회전 디젤 1기(직결 65 rpm)에 의해서 14 노트의 속도로 운항되어 60.4톤/일의 연비였다.1972년 준공의 「톳토리환」(MHI제)은 237,383톤의 기름을 34,000마력의 증기 터빈 1기(감속 후 90 rpm)에 의해 15.8 노트의 속도로 운항해, 166.5 t/일의 연비였지만, 1986년 준공의 「도쿄환 제 2대」(MHI제)은 258,374 t의 기름을 23,500 마력의 롱 스트로크 저속 회전 디젤 1기(직결 67 rpm)에 의해서 14 노트의 속도로 운항되어 57.3 t/일의 연비였다.
1967년 3월, 영국 콘웰바다에서 「보수주의자·캐니온호」(Torrey Canyon)이 좌초 해 기름 유출사고를 냈다. 이 후, IMCO(현재의 IMO)로 탱커의 기름 유출 사고에 대응하는 선체 설계의 규제에 대해 검토해, 1971년에 개개의 유조의 적재 용량에 대해서 상한을 마련하는 규칙을 제정했다.
1973년에는, 유조를 베레스티탱크에 사용하고 기름이 섞인 물을 해양 투기하는 일을 금지한 SBT 규칙이 제정되었다. 1978년에는 이나트가스를 탱크내에 주입하도록(듯이) 규칙이 제정되었다.
1989년에는 엑슨발데즈호 원유 유출 사고가 일어났다. 1992년에는 1993년 이후에 건조되는 탱커에 대해서 이중선각구조 규칙이 제정된.

## 선박의 탱커
선창이 탱크가 되어 있는 선박을 「탱커」라고 부른다. 이하의 종류가 있다.

## 유조선(오일탱크·프로덕트·탱커)
탱커는 통상, 석유류를 수송하는 유조선을 가리킨다. 탑재하는 원유종류는 원유외, 정제 된 중유, 경유 등을 취급하는 「프로덕트·탱커」라고 불리는 배도 있다. 제2차 세계대전 후는, 주로 중동산 원유의 수송을 실시하기 위해서, 경제성이 높은 초대형 탱커가 만들어져 1979년에는 세계 최대의 56만 중량톤의 원유 탱커(→노크·네비스를 참조)가 건조되었지만 그 후의 대형화는 침정화 하고 있다.
저속으로 항행하는 거대한 유조선은, 크면 그 만큼 연비를 저감 할 수 있기 위해 가능하면 더욱 더 큰 선체가 요구된다. 다른 대형 화물선과는 달라, 대형 탱커의 기름의 적 도매해에는 안벽이 아니고, 부교가 사용되는 것이 대부분이어, 흘수에 의해서 항구에서 제약을 받는 것이 없다. 그러나 한편, 통과할 수 있는 운하나 해협이 제약되어 무익한 우회의 항로를 강요당하는, 장시간의 하역에 걸리는 시간의 로스, 기관이나 프로펠러등이 특수한 것이 되는, 등 대형화에 의한 불이익한 면도 많이 있기 위해, 너무 큰 유조선은 만들어지지 않았다. 21세기 초두의 현재는, 30만 중량톤이 최대급이다.
군용의 탱커는 「보급함」이라고 총칭되지만, 새로운 구분으로서 타함선에 해상 급유를 행하기 위한 설비를 가지는 것은 「급유함(급유-관)」, 급유 설비를 가지지 않는 수송 전문의 것은 「유조함(그렇게-관)」이라고 불린다.

### 외관
유조선은 평평한 갑판상에 다수의 파이프가 달리고 있기 때문에, 수송선 중(안)에서는 비교적 알기 쉬운 모습을 하고 있다. 안전 확보를 위해서 기관실을 유조와 떼어 놓을 필요가 있어, 거의 모든 배로 선미에 기관실과 후나바시, 이스미 구획이 놓여지는 「아후트엔진 형식」이 되어 있다.

## 크기에 의한 분류
| AFRA 규격                        | AFRA 규격       | Flexible 마켓 규격 | Flexible 마켓 규격 | Flexible 마켓 규격 | Flexible 마켓 규격 |
| 등급                             | DWT 크기        | 등급               | DWT 크기           | 신품 가격          | 중고 가격          |
| 다목적 유조선                    | 10,000–24,999   | 상품 유조선        | 10,000–60,000      | $43M               | $42.5M             |
| 중거리 유조선                    | 25,000–44,999   | 파나막스           | 60,000–80,000      | $43M               | $42.5M             |
| LR1 (장거리 Long Range 1 )       | 45,000–79,999   | 아프라막스         | 80,000–120,000     | $60.7M             | $58M               |
| LR2 (장거리 Long Range 2)        | 80,000–159,999  | 수에즈막스         | 120,000–200,000    | $60.7M             | $58M               |
| VLCC (Very Large Crude Carrier)  | 160,000–319,999 | VLCC               | 200,000–320,000    | $120M              | $116M              |
| ULCC (Ultra Large Crude Carrier) | 320,000–549,999 | ULCC               | 320,000–550,000    | $120M              | $116M              |

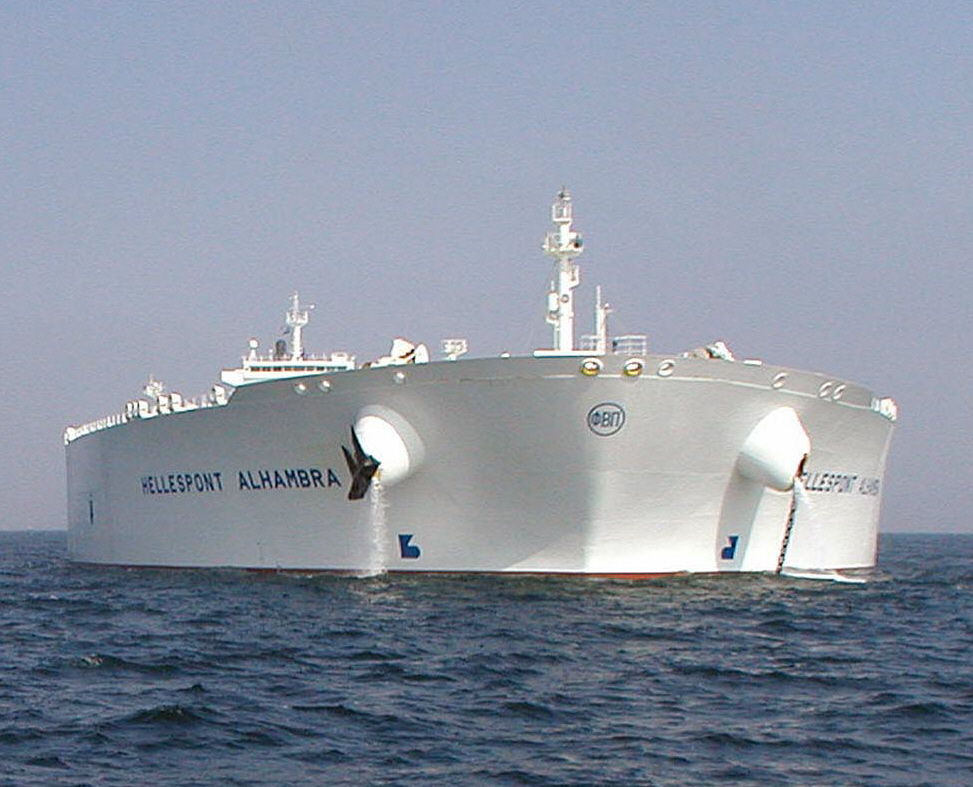
Hellespont Alhambra (현재 TI Asia), ULCC, 원양 유조선으로는 세계 최대의 유조선

Tatiana B와 Florence B, 벙커링 유조선 두 척

1954년 쉘 오일은 다양한 크기의 유조선을 분류하는 “평균 운임 평가”(AFRA, Average Freight Rate Assessment) 시스템을 개발했다. 이를 독립적인 수단으로 만들기 위해 쉘은 LTBP(London Tanker Brokers' Panel)에 자문을 구했다. 처음에는 재화중량 25,000톤(DWT) 미만의 유조선을 위한 범용으로 그룹을 나누었다. (25,000~45,000 DWT 사이의 선박은 중거리, 45,000 DWT 이상의 대형 선박은 장거리) 1970년대에 들어서 선박은 더욱 거대해졌고, 이에 따라 규모가 다시 조정되었다.
이 시스템은 세무 당국이 내부 청구 기록이 정확하다는 증거를 원했기 때문에 세무상의 이유로 개발되었다. 1983년 뉴욕상업거래소가 원유 선물 거래를 시작하기 전에는 계약마다 변동될 수 있는 정확한 원유 가격을 결정하는 것이 어려웠다. 이 시스템을 처음으로 사용한 쉘과 BP는 1983년에 AFRA 시스템을 포기했고, 나중에 미국 석유 회사가 뒤를 이었다. 그러나 이 시스템은 오늘날에도 여전히 사용된다. 그 외에도 일반적인 경로와 50만 배럴(79,000㎥)의 용적을 취하는 유연한 시장 규모가 있다.
상선 유조선은 원유에서 정제된 석유 제품에 이르기까지 광범위한 탄화수소 액체를 운송한다. 원유 운반선은 55,000 DWT의 파나막스 크기 선박부터 440,000 DWT 이상의 초대형 원유 운반선(ULCC)에 이르기까지 가장 큰 선박 중 하나이다.
10만 DWT 미만에서 8만 DWT까지의 파나막스 선박에 이르는 소형 탱커는 일반적으로 정제된 석유 제품을 운송하며, 제품 탱커로 알려져 있다. 용량이 1만 DWT 미만인 가장 작은 유조선은 일반적으로 연안 및 내륙 수로 근처에서 작업한다. 과거에는 있었지만, 더 작은 아프라막스급과 수에즈막스급 선박은 더 이상 초대형 유조선으로 간주되지 않는다.

### VLCC와 ULCC
“슈퍼탱커”는 가장 큰 유조선이자, 가장 큰 이동식 인공 구조물이다. 여기에는 25만 DWT 이상의 용량을 가진 초대형 원유 운반선(VLCC 및 ULCC)이 포함된다. 이 선박은 318,000미터톤의 석유 200만 배럴 (320,000㎥)을 운송할 수 있다. 참고로 영국은 2009년에 하루에 약 160만 배럴(250,000㎥)의 석유를 소비했다. 1970년대에 취역한 ULCC는 지금까지 건조된 선박 중 가장 큰 선박이었지만, 지금은 모두 폐기되었다. 몇 개의 최신 ULCC가 계속 사용 중이며, 그중 어느 것도 길이가 400m를 넘지 않는다.
그 크기 때문에 초대형 유조선은 종종 완전히 적재된 항구에 들어갈 수 없다. 이 선박은 연안 플랫폼과 단일 지점 계류장에서 화물을 실을 수 있다. 여행의 다른 쪽 끝에서 그들은 종종 해안에서 떨어진 지정된 경량화 지점에서 더 작은 유조선으로 화물을 펌핑한다. 슈퍼탱커 항로는 일반적으로 길어서 한 번에 약 70일 동안 바다에 머물러야 한다.

## 화물창 구조

### 싱글 헐(홑겹선각구조)
2001년 4월에 개최된 국제 해사 기구(IMO) 내의 해양 환경보호 위원회에서, MARPOL(해양 오염 방지) 조약 대상인 싱글 헐·탱커(선체 전부가 홑겹선각구조 :Single Hull)의 사용을 원칙 선령 25년에 차례차례 폐지해, 최종 사용 기한도 원칙 2015년으로 결정되었다.2002년 9월 1일 발효.
1. 카테고리 12만 중량톤 이상으로 1981년 이전의 MARPOL 조약 대상 건조선 - 2003년부터 2007년간에 선령순서에 폐지.
2. 카테고리 22만 중량톤 이상으로1982-1996해MARPOL 조약 대상 건조선 - 2003년 이후 선령 25년의 탱커로부터 차례차례 폐지.
3. 카테고리 3만5천 중량톤 이상 2만 중량톤 미만의 MARPOL 조약 대상외 건조선 - 2003년 이후 선령 25년의 탱커로부터 차례차례 폐지.

예외 사항
- 기국의 허가에 의해, 2017년까지 사용 가능.
- MARPOL 조약 종결국은, 2015년 이후에 두어 싱글 헐·탱커의 입항을 거부할 수 있을 권리를 가진다.

### 더블 헐(이중선각구조)
1989년에 알래스카바다에서 발생한 탱커 「엑슨·발데즈」의 좌초 사고로, 원유 유출에 의한 대규모 환경오염이 발생했기 때문에, 1992년부터 IMO(국제 해사 기구)의 결정으로 1993년 7월 이후에 건조 계약되는지, 또는 1996년 이후 완성의 적재 중량 600톤 이상의 신조 유조선에 대해서는 선체 전부가 이중선각(더블 헐：Double Hull) 구조로 해, 이미 건조 끝난 홑겹선각(Single Hull)탱커의 폐선을 재촉하는 등, 사고 발생시의 환경 부하 리스크의 낮은 유조선에의 변환이 의무지워졌다.

### 미드젝 구조
일본발의 건조 규격이다. 현측 원유 탱크를 상하의 2층 구조로 분리하여 상부 탱크만 이중선각구조로 하부탱크 홑겹선각구조인 복합형태이다. 상하의 탱크를 나누는 중간 데크가 해수면보다 아래에 있는 점이 중요하고, 이것에 의해 아래의 탱크의 원유의 압력은 항상 주위의 수압보다 낮게 유지되기 때문에, 충돌·좌초에 의해서 하부 탱크의 바닥에 구멍이 생겨도 해수보다 비중의 가벼운 원유는 탱크의 윗쪽에 밀려 올라가 이론상은 원유가 누유되지 않는다. 국제 해사 기구(IMO) 해양 환경보호 위원회에서도, 더블 헐 구조와 함께 1993년 7월 이후 건조가 인정되고 있다. 구조상, 더블 헐·탱커보다 현측의 이중구조폭을 넓게 잡히기 위해, 현측으로부터 오는 충격으로 일어나는 탱크의 손상 정도도, 더블 헐·탱커보다 가볍게 할 수 있다.
격벽
유조내의 기름은 유동성을 가져 「복원성에 대한 자유수 영향」을 피하기 위해서, 다수의 격벽에 의해서 세세하게 나뉘고 있다.
안전 공간의 확보
기관실은 안전 때문에, 탱크의 후방에 배치해, 탱크와의 사이를 빈 방이나 펌프 룸, 연료유에 의해 격리하도록(듯이) 해상 인명 조약은 요구하고 있다. 또 공하로 거친 날씨의 경우에서도 프로펠라가 수면상에 나오지 않게 원유 탱크내에의 주수를 피하기 위해서, 충분한 베레스티탱크의 설치가 국제 조약으로 정해져 있다.
하역
유조선에의 기름의 적하는 송유측의 육상에서 (보다) 펌프로 이송되지만, 양하의 경우에는 유조선측의 펌프에 의해서 꺼내진다. 파이프라인은 23 종류의 기름이 섞이지 않게 나누고 탑재할 수 있게 되어 있어 대량으로 송유 할 수 있는 메인의 라인의 하나와 잔유를 취급하는 스트립 라인이 1개있다.메인의 파이프라인으로부터 양하시에 사용하는 펌프는 증기 터빈으로 구동되어 큰 유조선에서는 수대가 설치되어 있다.
대형 유조선으로의 기름의 송수는 만일 화재가 발생했을 경우, 매우 위험하기 때문에, 육지로부터 멀어진 해상의 부교(Sea berth)에서 행해진다. 부교에는 대형 부이가 있어, 대형 부이는 해저 파이프라인에 의해서 지상 설비와 연결되어 있다. 대형 유조선과 대형 부이의 사이는 플로팅·호스에 의해서 접속되어 하역이 행해진다.또, 부교의 사용에 의해 좁은 항구에서의 접안의 수고와 위험이나 불필요한 준설 공사도 생략해진다.
이나트·가스 장치
적하의 기름이 발화하는 것을 방지하기 위해서, 보일러로부터의 배기가스로부터 검댕이나 유황 연소물, 습기를 없애 유조내에 보내는 「이나트·가스 장치」에 의해서, 유조내에 불활성화 가스(이나트·가스)를 보낸다.가연성 가스나 공기 대신에 이 불활성화 가스가 채워진 석유/원유 탱크에 비록 불이 들어가도, 산소가 없기 위해(때문에) 연소나 폭발은 일어나지 않는다.
베레스티탱크
유조선은 그 짐의 성질상, 산유국으로부터 소비국에 석유류의 일방통행의 수송을 행하고 있다.항상 편도는 짐을 쌓지 않는 상태로 운항되고 있다. 그러한, 유조내에 석유류가 쌓아져서 두공하때에는, 거대한 탱크가 모두 부력을 가지기 위해서, 선체가 비정상으로 떠올라, 선미의 키나 프로펠라, 뱃머리의 발바스·바우가 수면상에 나와 버린다. 이것은 추진 효율의 저하나, 과회전에 의한 기관이나 베어링의 구워 인화성의 원인이 되기 위해, 전용의 바라스트탱크에 해수를 주수 해 부력의 상쇄를 행한다. 그것만으로는 충분하지 않은 낡은 배의 경우에는, 석유의 탱크, 즉 유조에도 주수 한다. 또, 유조는 수리나 검사 전에는 세정되지 않으면 안 된다. 유조를 세정한 후의 바라스트수는 클린·바라스트수이며, 세정하지 않고 유조에 넣은 바라스트수는 더티·바라스트수로 불린다.
국제 해사 기구 (IMO)에서는, 선박의 이동에 수반하는 바라스트수 배출이 환경에의 영향을 방지하는 목적으로, 바라스트 수관리조약이 채택되고 있다.
스롭탄크
유조를 베레스티탱크로서 사용했을 경우의 상부의 물이나 탱크내를 세정한 기름오염액은 스롭탄크에 저축할 수 있어 시간을 들여 기름과 물로 분리되어 물은 바다에 배출된다. 스롭탄크는 세로에 긴 형태를 하고, 기름과의 분리를 가능한 한 용이하게 하고 있다. 스롭탄크에 남은 스롭 위에 다음 번의 적하의 기름을 넣을 수 있다. 이 방법은 「로드·온·톱」(Load on Top) 또는 ROB(Retention Oil on Board)로 불린다.
바라스트수와 환경 문제
선체의 흥망을 조절하기 위해서 소비국의 바다에서 베레스티탱크에 쌓아진 해수는, 산유국으로의 석유류의 적의 전에 환경에 배출된다. 결과적으로 소비국의 해수가 산유국의 바다로 옮겨진다. 이러한 해수에 포함되는 수중 생물이 의도하지 않는 침입자가 되는 외래 생물 문제가 되고 있다. 바라스트수를 선내에 수중에 넣을 때에 그물로 생물을 넣지 않게 하면 좋다고 생각되지만, 해수에는 새우나 게의 유생을 시작해 미소한 생물이 다수 포함되어 있기 때문에, 눈의 엉성한 필터에서는 간단하게는 생물을 배제하지 못하고, 그것들을 제거할 수 있는 섬세한 눈의 필터는 단위시간 쯤의 처리 능력의 문제로부터 현실적이지 않다. 현대로는 환경에 배려해 바라스트수를 가능한 한 쌓지 않게 하고 있다.
구명정
유조선이나 LPG선, LNG선으로 화재가 발생했을 경우에는 큰 화염이 되고 주위를 다 굽는 사태를 생각할 수 있기 위해, 이러한 탱커에서는 특수 설계된 구명정이 장비되고 있다. 45도정도로 기울여 후부 갑판등에 준비된 자유 강하식 구명정에 필요한 피난 승무원이 탑승하고 준비가 갖추어지면, 기울기의 각도로 해면으로 향해서 낙하해 착수해 화재 현장인 본선으로부터 멀어진다. 이 구명정은 전체가 밀폐식의 내열 캅셀이 되어 있어, 지붕에 살수 해 불길과 열로부터 정체를 방호해, 저속이면서 자 항해하고 피난이 가능해지고 있다. 화염에 의해서 주위의 산소가 없어지는 경우에 대비하고, 10분간 정도라면 정내에 배치해 둔 산소봄베에 의해서 승무원의 호흡이 가능하게 되어 있다.

## LNG 탱커

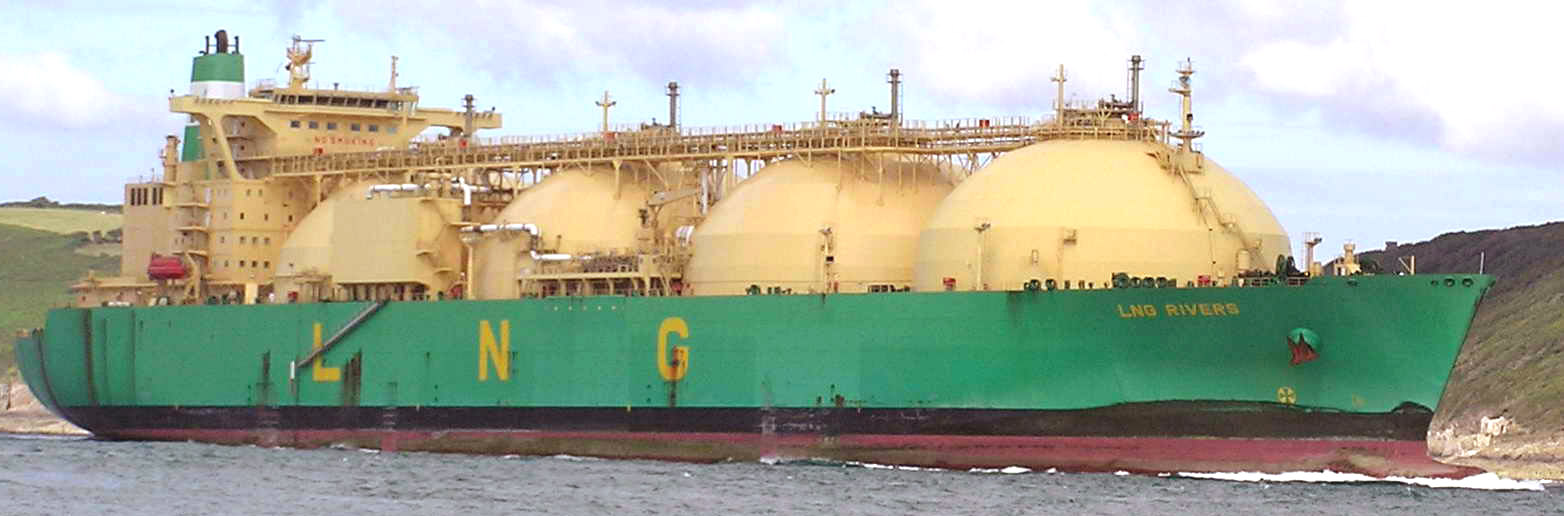
모스식 LNG 탱커

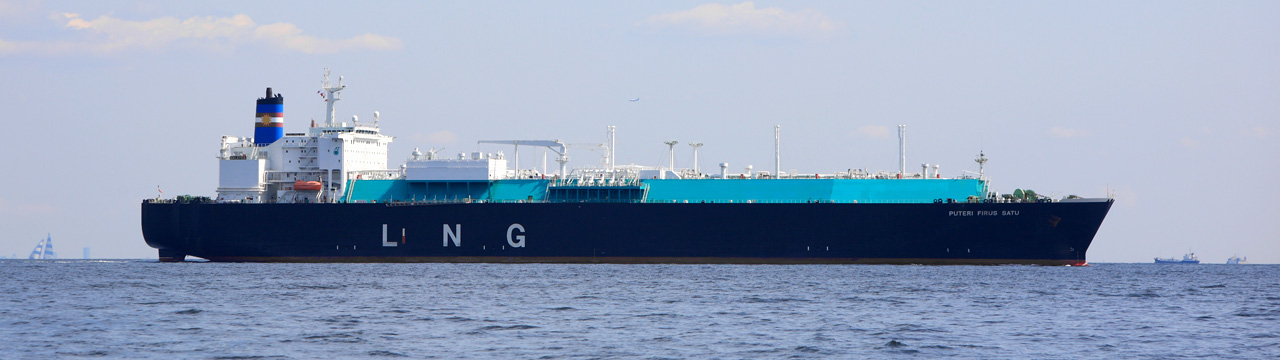
멤브레인식 LNG 탱커

LNG 탱커는 액화천연가스를 전문에 수송하는 선박으로, 액화천연가스는 비중이 가볍고 0.5 이하이며, 메탄을 주성분으로 하고 있어 섭씨 -161.5°C이하가 아니면 상압하에서 액체는 되지 않기 때문에, 가압 탱크나 단열층을 갖추고 있는 반면, 원유의 비중 약 0.85와 비교해도 꽤 가볍기 때문에, 다른 탱커와 비교해도 선체에 대한 짐의 체적이 필연적으로 커져, 선체의 실루엣에서도 수선상의 부분이 대구 보인다. 
초저온 조건하에서도 선체 구조재가 취성 파괴를 일으키지 않는 궁리나 화기에 대한 배려를 도모되고 있다.
탱크의 방식에는 독립구(모스), 독립각, 독립 원통, 멤브레인 방식 등이 있어, 4개에서 10개 정도의 탱크를 선체내에 일렬에 대비해 상부는 갑판상에 나와 있는 것이 많다. 
멤브레인 방식 을 제외하면 독립 지지 탱크가 LNG를 압력을 가해 보관 유지하고 있어 주위를 단열재로 둘러싸 있다. 
멤브레인 방식에서는 멤브레인(박막)으로 불리는 얇은 스텐레스강 또는 인바 합금이 탱크 지지를 겸하는 단열재를 끼워 선체 그 자체에 의해서 보관 유지되고 강도가 유지되고 있다. 
어느 형식에서도 선체는 이중선각구조를 취해, 사고로부터 탱크를 보호하고 있다. 
이전부터 둥근 탱크가 갑판으로부터 쑥 내미는 것은 선미에 있는 후나바시로부터의 전방 시야가 나쁘고, 또, 독립구형의 탱크로의 균열 문제가 있고 나서는, 멤브레인 방식이 재검토되고, 탱크의 형태가 환형으로부터 각형이 되는 경향이 있다.
항행중, 기화한 천연가스를 재액화하기 위한 설비는 지금까지 대형이었기 때문에, 주기관에 증기 터빈을 이용해, 기화한 가스(보일 오프·가스, BOG)를 메인 보일러의 가스전소 버너나 가스 피워 디젤등에서(연료로서) 연소 처분이 이루어져 왔다. 
근래에는, 재액화 장치의 소형화에 성공해 디젤 엔진을 주기관으로 한 LNG 탱커도 나왔다.

## LPG 탱커
LPG 탱커는 프로판이나 부탄을 주성분으로 하는 LPG(액화석유가스)를 수송하는 전용의 선박이다. LPG는 상온에서도 최대 8기압 이하로 용이하게 액화할 수 있기 위해, LNG보다 취급하기 쉽지만, 저온으로 하는지 가압한다, 또는 그 양쪽 모두를 행하고 화기에 주의하는 등의 배려가 요구되는 점으로 LNG 탱커와 매우 가까운 선박이다.

## 케미컬 탱커
케미컬 탱커는 여러 가지 화학물질을 옮기는 전용의 배이다.옮기는 화학물질의 성질에 따르고, 탱크에 특별한 재료를 이용하거나 특수한 코팅이 베풀어져 있거나 한다.